# Obi (indumentària)

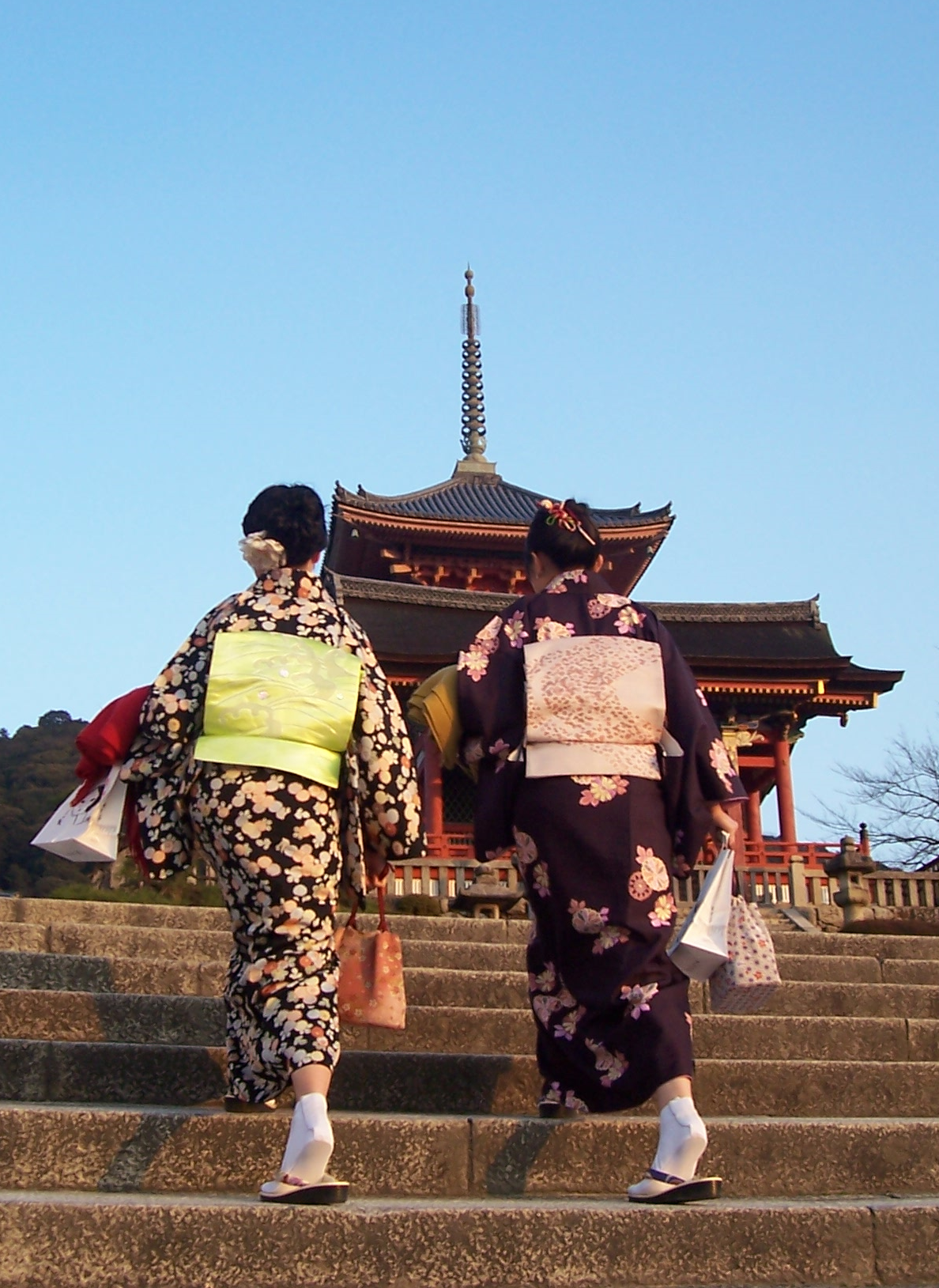
Dues joves amb vestimenta tradicional japonesa pugen les escales del temple Kiyomizu. L'obi que porten es el taiko musubi.

L'obi (en japonès: 帯) és una faixa de tela ampla que subjecta el quimono al cos. L'obi es lliga amb un nus més o menys complex davant o darrere. Aquesta peça, que es pot teixir o tenyir, ofereix una gran varietat en funció del color, disseny, amplada o longitud, i és una peça important del quimono, ja que a més a més de subjectar el quimono, també és un complement decoratiu.

## L'obi femení
Depenent del nivell de formalitat, els obis femenins es poden classificar en diversos tipus: 
- Obi maru és una peça de caràcter formal, realitzada en una tela de doble amplada brocada que es doblega al llarg. Al seu interior té cosida una guarnició rígida. És un objecte estrany, molt valorat pels col·leccionistes, i acostuma a assolir un gran valor en el mercat. Es combina amb el kurotomesode, irotomesode, furisode.

- Obi fukuro es tracta d'un doble obi en forma de tub. El front i la part posterior es teixeixen individualment i després es cusen junts. També es coneix com a obi del Nuibukuro. S'usa en ocasions formals i es combina amb el furisode, kurotomesode, irotomesode, iromuji, houmongi, tsukesage i komon.

- Obi Nagoya, originari de la ciutat de Nagoya, és similar a l'obi del Fukuro a la construcció, encara que menys pesant. És un obi molt simple comparat amb els dos anteriors i es caracteritza per tenir una part més ampla (la que forma l'otaiko) i una més estreta (que s'enrotlla a la cintura). Els seus motius poden ser tenyits o brodats; d'això dependrà el seu preu final. En combinació: kurotomesode, irotomesode, iromuji, houmongi, tsukesage, komon.

## L'obi masculí
L'obi masculí és més estret i necessita menys tela per la seva confecció, també té uns motius més discrets i acostumen a ser de colors neutres o foscs, com el marró, el gris i el blau.
Existeixen dos tipus diferent d'obis masculins, el kaku obi i el heko obi.
- El kaku obi és un obi molt estret (tan sols 5-6cm) i té uns colors foscs i sobris comparat amb l'obi femení. La decoració és mínima potser algunes ratlles verticals. És força versàtil i es pot utilitzar en ocasions formals i informals. En combinació: quimono i yukata.

- El heko obi està fabricat amb tela molt més fina que la resta d'obis, és el més informal de tots. S'assembla a l'obiage però és molt més llarg. La versió masculina té colors més sobris i menys decoració. En combinació: yukata.

## Formes de posar-se un obi
En el quimono, el fet de col·locar-se un obi per a ajustar-se el vestit és molt important, ja que l'obi també té una funció ornamental.
En el món dels quimonos femenins, existeixen diferents maneres de col·locar-se un obi, de forma correcta, original, de forma vistosa... La manera de posar-se un obi masculí és molt més fàcil que el femení, ja que, com que té menys tela, pesa menys i no té cap funció decorativa, simplement té una funció de subjecció del quimono.
Actualment existeixen obis prelligats per a facilitar-ne la seva col·locació. A més, el seu preu disminueix (perquè no utilitza tanta tela) i és molt comú en els obis sintètics.